# شیه اکساید
شیه اکساید (谢希德 به چینی ساده‌شده، 謝希德 به چینی سنتی؛ انگلیسی: Xie Xide; ۱۹ مارس ۱۹۲۱ – ۴ مارس ۲۰۰۰) که با نام‌های هسی-ته هسیه و هیلدا هسیه نیز شناخته می‌شد، فیزیکدان چینی بود. او از سال ۱۹۸۳ تا ۱۹۸۹ رئیس دانشگاه فودان بود و از ۱۹۸۹ تا زمان مرگش به عنوان مشاور دانشگاه فعالیت داشت. او در تأسیس مرکز مطالعات آمریکای دانشگاه فودان نقش داشت و در سال ۱۹۷۷ مؤسسه فیزیک مدرن این دانشگاه را بنیان نهاد. شی همچنین از ۱۹۸۲ تا ۱۹۹۲ عضو کمیته مرکزی حزب کمونیست چین بود.

## زندگی‌نامه
شی ژی ده در ۱۹ مارس ۱۹۲۱ در شهر بندری کوانژو در استان فوجیان در جنوب شرقی چین به دنیا آمد. او در خانواده‌ای تحصیل‌کرده پرورش یافت. پدرش شی یو مینگ دکترای خود را از دانشگاه شیکاگو دریافت کرده بود و در دانشگاه ینچینگ در پکن تدریس می‌کرد. شی یو مینگ طی تحصیل در آمریکا طیف اتم هیدروژن را با دقت اندازه‌گیری کرده بود. یانگ چن‌نینگ، فیزیکدان نظری مشهور، از او به عنوان کسی که جایزه نوبل از دست داد یاد کرده است.
بخشی از کودکی خود را در پکن گذراند. در مدرسه ابتدایی ینچینگ تحصیل کرد و از دانش‌آموزان ممتاز بود. با کائو تیان‌چین که به ینچینگ منتقل شده بود آشنا شد. کائو همیشه در عملکرد تحصیلی از او پیشی می‌گرفت و این دو دوستان خوبی شدند. با آغاز جنگ دوم چین و ژاپن، شی برای تحصیل فیزیک به دانشگاه هونان رفت، اما به دلیل بیماری سل استخوان مجبور به ترک تحصیل شد. پس از تشخیص غیرقابل درمان بودن بیماری‌اش توسط پزشکان مختلف، به خانه بازگشت تا با کمک خانواده با بیماری مبارزه کند. کائو شروع به ارسال نامه‌های متعدد به بهانه بحث‌های علمی کرد که به شی روحیه داد و به ادامه تحصیل تشویقش کرد. در سال ۱۹۴۲ نه تنها شی بهبود یافت، بلکه با مطالعه خودآموز در خانه، در دانشگاه شیامن برای تحصیل فیزیک و ریاضیات پذیرفته شد.
شی در سال ۱۹۴۶ فارغ‌التحصیل شد. یک سال در دانشگاه شانگهای تدریس کرد، سپس موفق به دریافت بورسیه تحصیلی برای کارشناسی ارشد فیزیک در کالج اسمیت در ایالات متحده شد و در سال ۱۹۴۹ فارغ‌التحصیل شد. او تحصیلات خود را در مؤسسه فناوری ماساچوست ادامه داد و در سال ۱۹۵۱ دکترای فیزیک نظری دریافت کرد.
در سال ۱۹۵۰، بسیاری از دانشمندان چینی به عنوان گروگان سیاسی علیه چین در پی جنگ کره در ایالات متحده بازداشت شدند، از جمله دانشمند برجسته آیرودینامیک و سیبرنتیک و سیاستمدار چینی، چن شیسن شی نیز علی‌رغم تمایل شدیدش به بازگشت به میهن، در آمریکا بازداشت شد. از ۱۹۵۱ تا ۱۹۵۲ در هیئت تحقیقاتی MIT کار کرد. در سال ۱۹۵۲، کائو تیان‌چین که در آن زمان در بریتانیا تحصیل می‌کرد، «گواهی ویژه» ای برای آزادی او گرفت تا مراسم ازدواجشان در بریتانیا برگزار شود. شی آزاد شد و این دو در بریتانیا ازدواج کردند. پسرشان، کائو ویژنگ، در ۱۹۵۶ به دنیا آمد.
پس از ازدواج، شی به چین بازگشت و به عنوان مدرس در گروه فیزیک دانشگاه فودان در شانگهای، یکی از دانشگاه‌های برتر چین، مشغول به کار شد. او از ۱۹۵۲ تا ۱۹۵۶ در این سمت فعالیت کرد. سپس از ۱۹۵۶ تا ۱۹۶۲ دانشیار دانشگاه فودان بود. از ۱۹۵۸ تا ۱۹۶۶ به عنوان مدیر مشترک مؤسسه فیزیک فنی شانگهای در آکادمی علوم چین خدمت کرد. در سال ۱۹۶۲ به سمت استاد فیزیک دانشگاه فودان منصوب شد و در این سمت ادامه داد.
شی ژی ده یک رهبر آموزشی برجسته و همچنین شخصیت کلیدی در توسعه روابط آموزشی چین با جامعه بین‌المللی بود. او به عنوان یکی از پیشگامان فیزیک حالت جامد در چین شناخته می‌شود و نقش مهمی در توسعه علم و آموزش عالی در چین ایفا کرد. شی تا پایان عمر به تدریس و تحقیق ادامه داد و در سال ۲۰۰۰ در شانگهای درگذشت.